# Linia kolejowa nr 666
Linia kolejowa nr 666 – pierwszorzędna, jednotorowa linia kolejowa znaczenia państwowego prowadząca ze stacji Sosnowiec Maczki do stacji Jaworzno Szczakowa.
Linia została otwarta w 1942 r., a w 1959 r. została zelektryfikowana.